# Reino de Loango

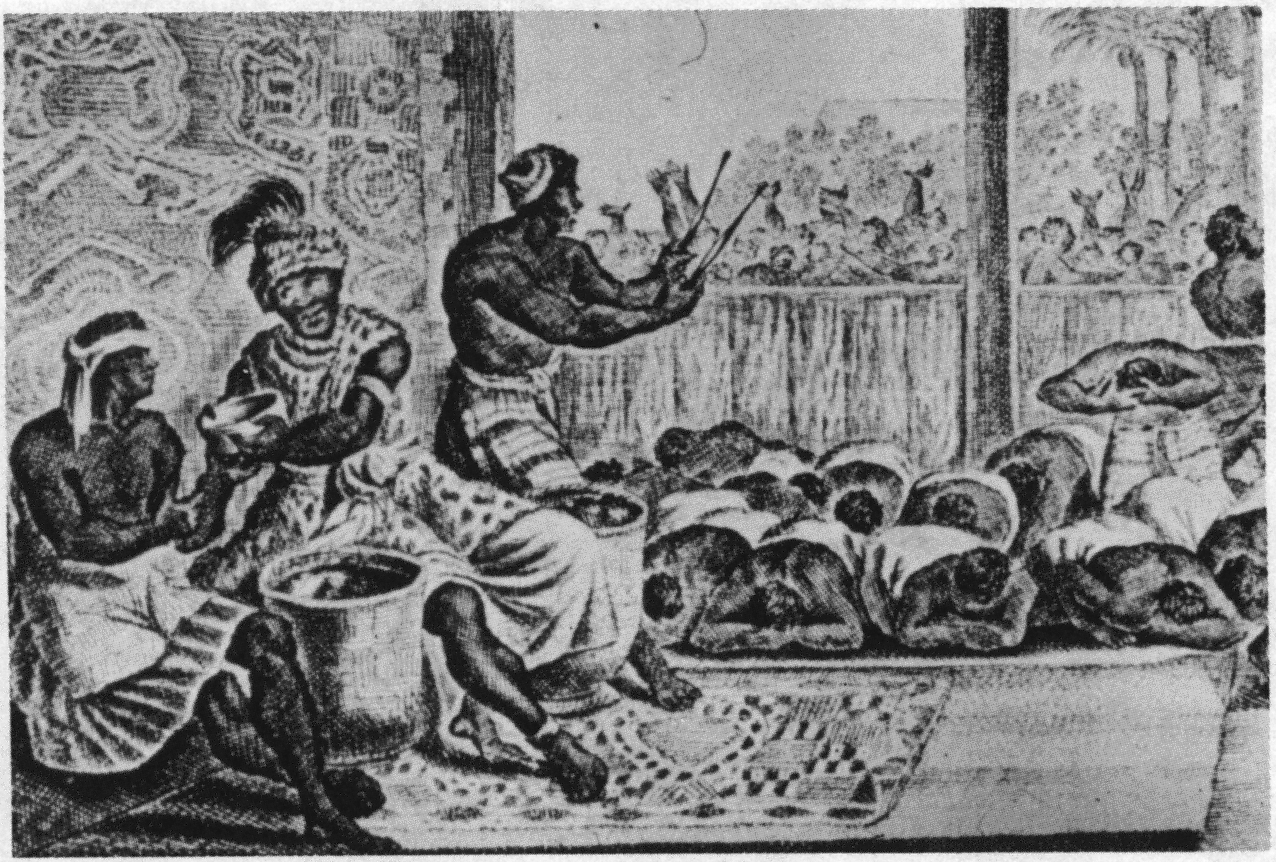
Corte de Loango.

El Reino de Loango fue un estado africano precolonial, situado en una amplia región que hoy forma parte de Cabinda (Angola), la República del Congo, la República Democrática del Congo y Gabón, desde el siglo XV hasta el XIX. Durante su apogeo, en el siglo XVII, se extendía desde Mayombe en el norte, hasta casi la desembocadura del río Congo. Sus habitantes hablaban un dialecto septentrional de la lengua Kikongo, también utilizado en el Reino del Congo.

## Historia

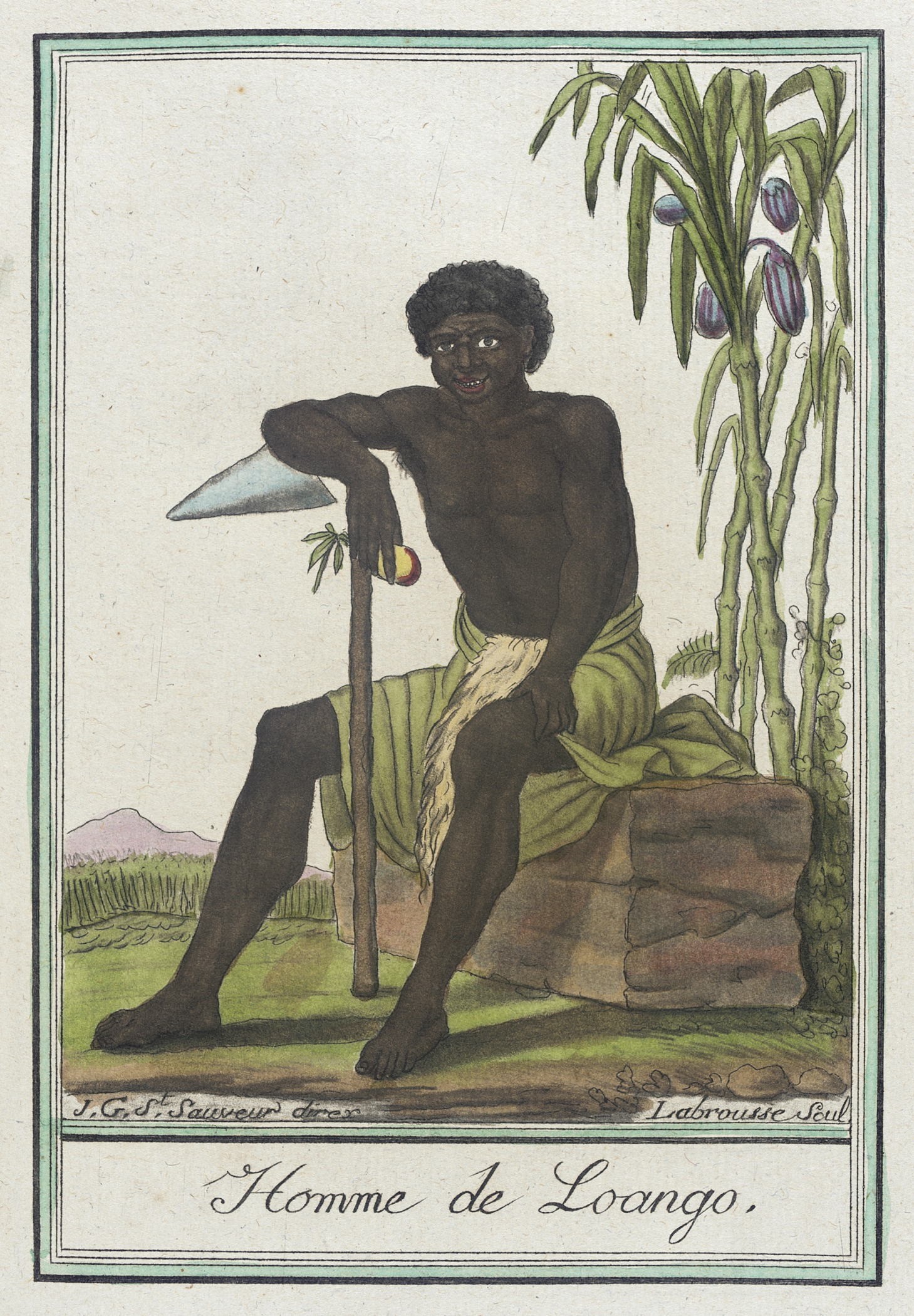
Hombre de Loango, grabado del.

Los orígenes del reino son confusos. El complejo más antiguo que ha sido encontrado en la región es el de Madingo Kayes, que había sido ya un asentamiento en el pasado, sin que se tengan datos de su desarrollo posterior.
Loango no es mencionado ni figura en los registros de los primeros exploradores de la región. Tampoco se menciona entre los títulos del Rey Afonso I del Reino del Congo en 1535, aunque Kakongo y Ngoyo, sus vecinos del sur, sí lo hacen. Los primeros documentos que se conservan, escritos cerca de 1580, relatan cómo Loango había formado parte del Congo en el pasado, pero llegado un punto se había convertido en simple aliado y amigo de este estado. Escritos más detalladas, recogidos por los exploradores holandeses en 1630, explican que Loango era originalmente parte de Kakongo, siendo él mismo parte del Congo, y que se declaró independiente aproximadamente en 1550.
Poco se sabe acerca de la ciudad de Mbanza Loango, además de que era una de las más avanzadas urbes de África, cuya economía, en gran medida, se basó en la esclavitud durante la década de 1880. El declive de la ciudad comienza con la abolición de la esclavitud y el fin del tráfico de esclavos hacia América, hacia donde se dirigían la mayor parte de esclavos que eran vendidos.

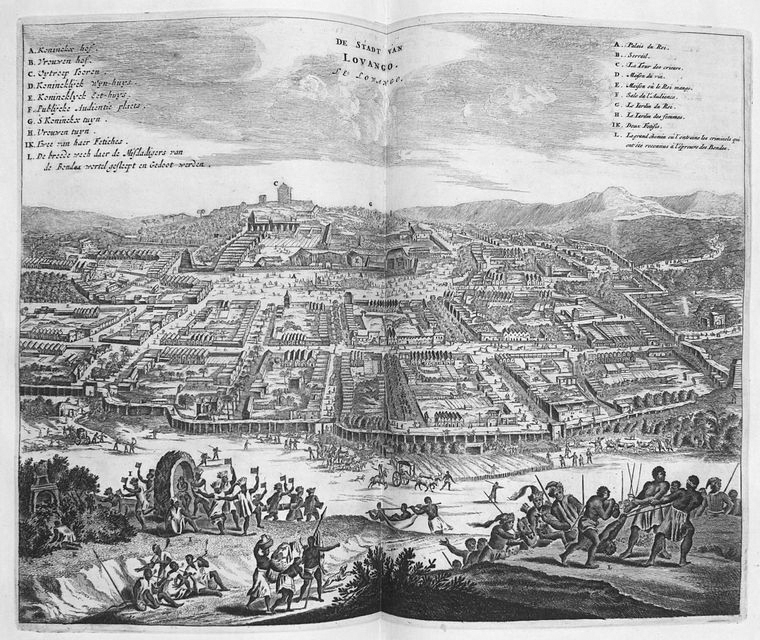
Ciudad de Mbanza Loango.

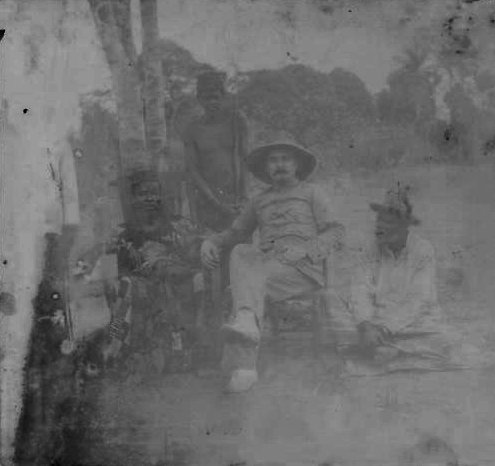
El Ma-Loango, el primer ministro, su guardia de honor y un viajero francés.

## Lista de Ma-Loango

### sigloXVII
- Moe Poaty, reinó bajo el nombre Kamangou al principio del siglo XVII
- Ngouli N'kama Loembe
- N'gangue M'voumbe Niambi

### sigloXVIII
- N'gangue M'voumbe Nombom, muerto en 1766
- N'gangue M'voumbe Makosso reinó de 1773 a 1787.

### sigloXIX
- N'gangue M'voumbe Makosso Ma Nombo
- N'gangue M'voumbe Makosso Ma N'Sangou reinó de 1840 a 1885
- Moe Pratt
- N'gangue M'voumbe Loembe Lou N'kambissi, reinó bajo el nombre de M'voudoukousala (1900).

### sigloXX
- Moe Loembe Lou N'Gombi .
- Moe Loembe
- N'gangue M'voumbe Tchiboukili, que reinó bajo el nombre de Moe Poaty II,
- Moe "Kata Matou" 1923 - 1926. Fue destituido por la administración colonial.
- Moe Poaty III, N'gangue M'voumbe Oussangueme, reinó de 1931 a 1975
- Moe Taty Ier